# Anopheles
Anopheles (altgriechisch ἀνωφελής anōphelēs, deutsch ‚nutzlos, beschwerlich, schädlich‘), auch Malaria-, Gabel- oder Fiebermücken genannt, ist eine Gattung in der Familie der Stechmücken (Culicidae) und namensgebend für die Unterfamilie Anophelinae. Die Gattung umfasst etwa 420 Arten, wobei weltweit rund 40 Arten als Überträger von Malaria auftreten können. Malariamücken sind mit etwa sechs Millimetern relativ klein und haben einen schmächtigen Körperbau, sind aber dennoch an ihrer Körperhaltung gut erkennbar: der Körper befindet sich meistens in einem Winkel von etwa 30 bis 45° zum Untergrund. Es gibt zahlreiche Arten und Unterarten, die teilweise aufgrund ihrer großen Ähnlichkeit nur von Spezialisten zu unterscheiden sind.

## Vorkommen
Vertreter der Gattung Anopheles finden sich weltweit an tropischen und subtropischen Orten sowie in Gebieten gemäßigter Temperaturen. Davon ausgenommen sind die meisten Inseln des Pazifiks (einschließlich Neuseeland, Fidschi und Neukaledonien) sowie einige isolierte Inseln im Atlantik.

## Merkmale
Erwachsene Anopheles-Arten sind meist an ihrer charakteristischen Körperhaltung zu erkennen, bei der sie ihren Körper weitgehend gerade und meistens in einem Winkel von 30 bis 45° zum Untergrund stellen. Mücken der Gattung Anopheles lassen sich zudem anhand des ganzrandigen, gleichmäßig runden Rückenschildchens (Scutellum) von anderen Stechmückenarten unterscheiden. Das Rückenschildchen ist mit einer durchgehenden Reihe von Borsten versehen. Anopheles-Weibchen haben lange Taster (Palpen) und eine einteilige Samenkapsel (Receptaculum seminis oder Spermatheke).

## Entwicklungszyklus

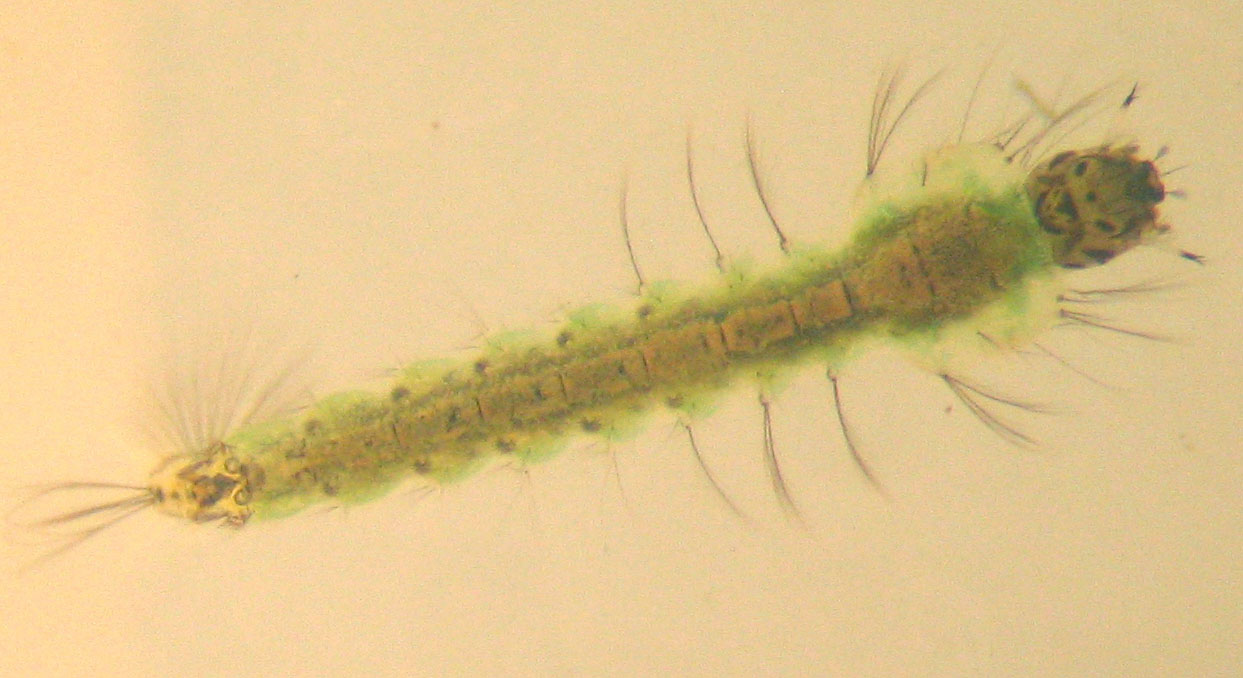
Anopheles-Larve aus einem süddeutschen Gartenteich.

Der Entwicklungszyklus der Anopheles-Mücken ist bei fast allen Arten an stehende Gewässer jeder Größe gebunden – kleinste Tümpel, Astlöcher oder Hufabdrücke, die während 5 bis 14 Tagen (Entwicklungszeit der Larven, je nach Art und Temperatur) Wasser führen, genügen einigen Arten bereits. Ein Weibchen legt zwischen 50 und 200 kleine, schwarz gefärbte Eier ab. Sie haben Schwimmkörper, die ein Absinken verhindern. Trocknet das Gewässer aus, sterben auch die Eier ab. Bei warmem Wetter schlüpfen nach etwa 2–3 Tagen die Larven, bei kaltem Wetter kann es auch 2–3 Wochen dauern.
Die Larven verfügen über kein Atemrohr. Stattdessen findet sich eine Atemöffnung am 8. Körpersegment. Die Larven haften mit wasserabstoßenden Haaren (Palmhaaren) an der Wasseroberfläche und hängen somit parallel zur Wasseroberfläche (wie auch Dixa) – ein Unterscheidungsmerkmal zu den Stechmücken der Unterfamilie Culicinae. Bei Gefahr tauchen sie ab, müssen aber zur Atmung wieder zur Oberfläche. Die Larven ernähren sich von Mikroorganismen und Algen, die sie aus dem Wasser filtern. Die Larven können ihren Kopf um 180° drehen, um Nahrungspartikel an der Wasseroberfläche aufzunehmen (siehe nebenstehenden Film). Die Larve durchläuft vier Häutungen, bis sie sich in eine Puppe verwandelt. Nach einigen Tagen als Puppe ist die Verwandlung abgeschlossen und eine neue Mücke schlüpft.
Die Männchen sammeln sich in Schwärmen, die von den Weibchen auf der Suche nach einem Partner gesucht werden.

## Ernährung
Männliche und weibliche Anopheles-Mücken ernähren sich von Pflanzensäften. Die Weibchen benötigen jedoch nach einer Befruchtung durch Männchen zusätzlich unbedingt mindestens eine menschliche oder tierische Blutmahlzeit zur Aufnahme von Protein, damit eine Ovar-Entwicklung stattfinden kann. Zwei bis drei Tage nach dem Schlüpfen sucht sich das Anophelesweibchen deshalb in der Regel nach Einbruch der Dunkelheit oder in den frühen Morgenstunden im Haus oder in der freien Natur ein Opfer für die erste Blutmahlzeit und legt dann nach weiteren zwei bis drei Tagen die Eier.
Ihre Stiche sind meist begleitet von Schwellungen und starkem Juckreiz. Sie jucken stärker als beispielsweise die der in Deutschland meistverbreiteten Gemeinen Stechmücke.
Allerdings sind die Gewohnheiten der einzelnen Anopheles-Arten sehr verschieden, so dass es auch Arten gibt, die menschliches Blut im Regelfall verschmähen:
- Anopheles atroparvus: endophil (sticht in Gebäuden und im Freien), bevorzugt jedoch Vieh, saugt aber auch am Menschen, vor allem bei hohen Temperaturen und niedriger relativer Luftfeuchtigkeit
- Anopheles maculipennis: endophil (sticht in Gebäuden und im Freiland), bevorzugte Nahrungsquelle sind Haustiere
- Anopheles plumbeus: exophil (sticht im Freien), insbesondere in Wäldern und Parks, Blutspender sind Wild- und Haustiere, nur selten der Mensch

## Die Anopheles-Mücke als Krankheitsüberträger
Bevor die Anopheles-Mücke, wie alle anderen blutsaugenden Insekten, ihre Nahrung aufnimmt, spritzt sie durch ihren Stechrüssel (Proboscis) ein Drüsensekret (allgemein: Speichel) in ihr Opfer hinein. In diesem Sekret befindet sich hauptsächlich ein Wirkstoff, der eine mögliche Blutgerinnung in ihrem Rüssel während der Nahrungsaufnahme verhindern soll. Außerdem wird der Blutfluss zur Einstichstelle hin verstärkt. Für das „Opfer“ (z. B. Mensch) ist der eingespritzte Mückenspeichel ein Fremdkörper, das Abwehrsystem reagiert darauf, es juckt und brennt mehr oder minder lange an der Stichstelle und es bildet sich eine Quaddel. In diesem Speichel können auch Krankheitserreger (Viren, Bakterien, einzellige oder mehrzellige Parasiten) enthalten sein, die die Mücke bei einer vorangegangenen Nahrungsaufnahme bei einem infizierten Opfer zusammen mit dem Blut aufgenommen hat. Wenn diese Krankheitserreger in der Mücke nicht nur überleben, sondern sich auch noch in ihr vermehren und/oder wandeln, dann ist die Mücke ein Wirt beziehungsweise Zwischenwirt für diese Krankheitserreger und infiziert in schon beschriebener Weise ihr nächstes Nahrungsopfer. Die Anopheles-Mücke ist daher als Vektor auf biologischem Wege der Überträger von Tropenkrankheiten (Malaria, Filariosen und Viruserkrankungen, wie etwa O’nyong-nyong-Fieber).
Zur Übertragung von Malaria, verursacht durch in den roten Blutkörperchen schmarotzenden Sporentierchen der Gattung Plasmodium, ist eine Mindesttemperatur über einen längeren Zeitraum erforderlich (16-°C-Sommer-Isotherme für Plasmodium vivax, der kälteunempfindlichsten Plasmodiumart).
Neben der Bedeutung als Überträger der Malaria ist die Rolle von Anopheles-Stechmücken als Überträger (Vektoren) anderer Krankheitserreger schlecht erforscht, aber generell vermutlich gering. Bei einer wissenschaftlichen Übersichtsarbeit wurden 2018 zwar einige Nachweise humanpathogener Viren (bei Übertragung durch Gliederfüßer Arboviren genannt) in Anopheles gefunden, eine wesentliche Rolle als Vektor konnte aber, mit wenigen Ausnahmen ausgeschlossen werden. So wurde etwa, nach Prüfung, eine Relevanz als Vektor für das Zika-Virus als unwahrscheinlich bewertet. Ausnahme ist das O’nyong-’nyong-Virus (ONNV), Erreger des O’nyong-nyong-Fiebers. Außerdem kann für das nahe mit diesem verwandte Mayaro-Virus (MAYV) eine Rolle als Vektor nicht ausgeschlossen werden.
Anopheles-Mücken gehören zu den Überträgern von Filariose hervorrufenden parasitischen Fadenwürmern (Filarien) der Gattungen Brugia, zum Beispiel Brugia malayi und Wuchereria, insbesondere Wuchereria bancrofti. Diese werden auch von anderen Stechmücken übertragen, aber insbesondere in Westafrika gilt Anopheles als wichtigster Vektor.

## Verbreitung der Malaria
Nach Ansicht einiger Wissenschaftler wird die Verbreitung von Anopheles in einigen Regionen durch Entwaldung und bestimmte Arten der Landwirtschaft gefördert.
In Kenia hat Malaria eine Basisreproduktionszahl von rund 1900. Ein Mensch, der mit Malaria angesteckt ist, führt dort theoretisch zur Infektion von 1900 anderen Menschen, falls noch niemand immunisiert ist. Jedoch im Punjab, einer Region Indiens, hat der genau gleiche Malariaerreger, Plasmodium falciparum, eine Basisreproduktionszahl von nur 1,4. Dies hat mehrere Ursachen.
In Kenia hat die Spezies Anopheles gambiae eine Überlebenswahrscheinlichkeit von 95 %, die indische Mücke Anopheles culicifacies jedoch nur noch 75 %. Somit sind in Indien nach rund 2,5 Tagen die Hälfte der infizierten Mücken gestorben, in Kenia erst nach 12 Tagen. In beiden Fällen brauchen die in der Mücke lebenden Stadien des Erregers bei 24–25 °C 12 Tage, um reif zu sein für die nächste Infektion.
Ein weiterer Unterschied ist, dass Anopheles gambiae alle zwei Tage Blut saugen muss und zu 100 Prozent Menschen sticht. An. culicifacies sticht nur alle drei Tage, und nur zu zehn Prozent Menschen. Obwohl in indischen Endemiegebieten die Mücken sehr viel zahlreicher sind (um den Faktor 20), ist die Malaria im Punjab ein relativ einfach zu beherrschendes Problem.

## Arten
In Deutschland sind die folgenden sechs Anopheles-Arten einheimisch:
- Anopheles plumbeus – Larven leben in kleinen, stark gerbstoffhaltigen Wasseransammlungen in Astlöchern oder Stammgabeln alter Bäume
- Anopheles algeriensis – erreichen in Norddeutschland ihre nördliche Verbreitungsgrenze
- Anopheles claviger – weit verbreiteter Malariaüberträger
- Anopheles maculipennis
- Anopheles messeae
- Anopheles atroparvus

Die letzten drei genannten Arten werden zur „Anopheles-maculipennis-Gruppe“ gezählt.
Weitere Arten:
- Anopheles beklemishevi
- Anopheles coustani
- Anopheles crypticus
- Anopheles farauti
- Anopheles forattinii
- Anopheles funestus
- Anopheles gambiae
- Anopheles grabhamii
- Anopheles hailarensis
- Anopheles halophylus
- Anopheles hyrcanus
- Anopheles kosiensis
- Anopheles labranchiae
- Anopheles minimus
- Anopheles moucheti
- Anopheles nili
- Anopheles ovengensis
- Anopheles pampanae
- Anopheles peytoni
- Anopheles quadrimaculatus
- Anopheles rennellensis
- Anopheles rivulorum
- Anopheles stephensi
- Anopheles triannulatus